# ريك جيبسون
ريك جيبسون هو لاعب غولف كندي، ولد في 27 أكتوبر 1961 في كالغاري في كندا.

## وصلات خارجية
- ريك جيبسون على موقع رابطة أوروبا للاعبي الغولف المحترفين (الإنجليزية)
- ريك جيبسون على موقع رابطة اليابان للاعبي الغولف المحترفين (الإنجليزية)
- ريك جيبسون على موقع التصنيف العالمي الرسمي للغولف (الإنجليزية)